# えびかれー伯爵
えびかれー伯爵（えびかれーはくしゃく、11月17日 - ）は、日本のソングライター、編曲家。

## 略歴
学生時代である2016年にゲーム「Re:LieF 〜親愛なるあなたへ〜」の音楽制作に携わり、商業デビュー。
活動初期は金閉開羅巧夢（ことひらたくむ）として活動した。
2018年より現在のえびかれー伯爵に名義を変更した。
主にPCゲームを中心に楽曲提供やBGM制作を手掛ける。

## 楽曲提供

### PCゲーム
| 発 売 日   | 発 売 元       | 作 品 名                                                  | 楽 曲 名                               | 詞 曲 編   | 歌 手                  | 注 記                    |
| ---------- | -------------- | --------------------------------------------------------- | -------------------------------------- | ---------- | ---------------------- | ------------------------ |
| 2016/10/28 | RASK           | Re:LieF 〜親愛なるあなたへ〜                              | Re:TrymenT                             | 詞、曲     | 紫咲ほたる             | 「甘利紗陽」名義での共作 |
| 2016/10/28 | RASK           | Re:LieF 〜親愛なるあなたへ〜                              | Re:TraumenD                            | 詞、曲     | 紫咲ほたる             | 「甘利紗陽」名義での共作 |
| 2017/8/25  | プレカノ       | となりに彼女のいる幸せ 〜Two Farce〜                      | 君と私のセンテンス                     | 詞、曲     | そよかぜみらい         | 「金閉開羅巧夢」名義     |
| 2017/9/29  | えにしそふと   | 鬼がくる。 〜姉がひん死でピンチです〜                     | 華咲く色は恋の如し                     | 詞、曲、編 | 築山さえ               | 「金閉開羅巧夢」名義     |
| 2017/9/29  | えにしそふと   | 鬼がくる。 〜姉がひん死でピンチです〜                     | 恋が鳴る。                             | 作詞、作曲 | ふくながよる           | 「金閉開羅巧夢」名義     |
| 2017/9/29  | えにしそふと   | 鬼がくる。 〜姉がひん死でピンチです〜                     | 時、華、夢                             | 詞、曲、編 | 虚姫(佐倉江美)         | 「金閉開羅巧夢」名義     |
| 2017/11/24 | プレカノ       | あざやかな彩りの中で、君らしく                            | 渡鳥                                   | 詞、曲     | 藤宮夕季(あじ秋刀魚)   | 「金閉開羅巧夢」名義     |
| 2018/1/26  | プレカノ       | 見鏡澄香の制服活動                                        | 私と君のネクサス                       | 詞、曲     | RYUNKA                 | 「金閉開羅巧夢」名義     |
| 2018/2/23  | プレカノ       | となりに彼女のいる幸せ 〜Winter Guest〜                   | シアワセバニラ                         | 詞、曲     | 夢乃ゆき               | 「金閉開羅巧夢」名義     |
| 2018/3/30  | プレカノ       | ボクと彼女の研修日誌                                      | Line of Lily                           | 詞、曲     | 綺良雪                 | 「金閉開羅巧夢」名義     |
| 2018/7/27  | Qruppo         | 抜きゲーみたいな島に住んでる貧乳はどうすりゃいいですか?   | 非実在系女子達はどうすりゃいいですか？ | 詞、曲     | 綾瀬理恵               | 「金閉開羅巧夢」名義     |
| 2018/7/27  | Qruppo         | 抜きゲーみたいな島に住んでる貧乳はどうすりゃいいですか?   | THE APPLE IS CAST!                     | 詞、曲     | 夢乃ゆき               | 「金閉開羅巧夢」名義     |
| 2018/7/27  | Qruppo         | 抜きゲーみたいな島に住んでる貧乳はどうすりゃいいですか?   | May day+                               | 詞、曲     | 綺良雪                 | 「金閉開羅巧夢」名義     |
| 2018/9/28  | プレカノ       | アエリアル・ライフ                                        | Wander,wander,wonder                   | 詞、曲     | 一条乙女(くすはらゆい) | [ 13 ]                   |
| 2019/2/22  | プレカノ       | アママネ                                                  | 空に歌う君の名前                       | 詞、曲     | 綾瀬理恵               | [ 14 ]                   |
| 2019/3/29  | プレカノ       | ボクと彼女(女医)の診察日誌                                | HeartBeat                              | 詞、曲     | カジカ                 |                          |
| 2019/3/29  | 戯画           | アオナツライン                                            | アオナツライン                         | 詞、曲     | KOTOKO                 |                          |
| 2019/3/29  | 戯画           | アオナツライン                                            | 海岸線                                 | 詞、曲     | 向坂海希(小鳥居夕花)   |                          |
| 2019/3/29  | 戯画           | アオナツライン                                            | 結び目                                 | 詞、曲     | 仲手川結(実羽ゆうき)   |                          |
| 2019/3/29  | 戯画           | アオナツライン                                            | 明日のこと。                           | 詞、曲、編 | 椎野ことね(夏和小)     |                          |
| 2019/3/29  | 戯画           | アオナツライン                                            | Blue, Summertime Blue.                 | 詞、曲、編 | 紫咲ほたる             |                          |
| 2019/4/26  | プレカノ       | となりに彼女のいる幸せ 〜Summer Surprise〜                | Summer Strike!!!!!!!!                  | 詞、曲     | 安田みずほ             | [ 15 ]                   |
| 2019/5/31  | プレカノ       | アイカノ 〜雪空のトライアングル〜                         | l,to you                               | 詞         | Rin'ca                 | [ 16 ]                   |
| 2019/7/26  | Qruppo         | 抜きゲーみたいな島に住んでる貧乳はどうすりゃいいですか? 2 | BWLAUTE BEIRRD                         | 詞、曲     | 夢乃ゆき               |                          |
| 2019/7/26  | Qruppo         | 抜きゲーみたいな島に住んでる貧乳はどうすりゃいいですか? 2 | 非実在系のわたし達                     | 詞、曲     | 綾瀬理恵               |                          |
| 2019/7/26  | Qruppo         | 抜きゲーみたいな島に住んでる貧乳はどうすりゃいいですか? 2 | May day+^2                             | 詞、曲     | 綺良雪                 |                          |
| 2020/2/20  | TrymenT        | TrymenT ―今を変えたいと願うあなたへ―                      | あなただけが知る世界                   | 詞、曲     | 紫咲ほたる             | 「甘利紗陽」名義での共作 |
| 2022/1/28  | Qruppo         | ヘンタイ・プリズン                                        | ILLEXECUTION                           | 詞、曲     | 冬乃桜                 |                          |
| 2022/1/28  | Qruppo         | ヘンタイ・プリズン                                        | Pieces                                 | 詞、曲     | hana                   |                          |
| 2022/1/28  | Qruppo         | ヘンタイ・プリズン                                        | I can't be a superstar                 | 詞、曲     | You-Re:                |                          |
| 2022/8/26  | あざらしそふと | アマナツ                                                  | ナツノヒグラフ                         | 詞、曲     | 夢乃ゆき               |                          |
| 2022/8/26  | あざらしそふと | アマナツ                                                  | ナツイロの空                           | 詞、曲     | 夢乃ゆき               |                          |
| 2023/11/24 | とこはな       | 幸乃下蛍の恋青日和 ～お義姉ちゃんとの秘密同棲～           | Sister in the HOUSE                    | 詞、曲     | 餅月ひまり             | [ 17 ]                   |
| 2024/8/30  | あざらしそふと | アマナツ+                                                 | フィードバックサマー                   | 詞、曲     | 夢乃ゆき               |                          |
| 2024/8/30  | あざらしそふと | アマナツ+                                                 | サマータイムメモリー                   | 曲         | 夢乃ゆき               |                          |

### 同人作品・その他
- 綺良雪『Brilliant Dust』
  - Brilliant Dust[18]
- 夢乃ゆき(夢乃屋-yumenoya-)　『color code』
  - 春が咲く[19]
- EBI Zanmai[20]
- 紫咲ほたる(紫陽花涙)
  - 『彩』 Unbalanced blue、Ontology、赤と黒の円舞曲[21]
  - 『花埋』 花、はなむけ、埋[22]
  - 『荊棘涙』 伝承、荊棘涙、最終頁[23]
- 星空のアルテット[24]
  - 星川陽乃(妃苺)： Lovely Jumper、おねーちゃん☆Power
  - 宮原晶(深冬)： さよなら raindrop、グラミー
  - 白石柚香(笑兵衛)：かしましお菓子
  - 日下部蒔音(ricono)：坂道
  - 諸富智紗姫(藍月なくる)：Voice of Memories、星屑のベール
  - Daystar：Daydream Flowers、HAJIMEMASHITET!!!!!、Semi-Blue、I.R、Geminids、ORINASU、I'm a color、Beyond The Daydream、星空グラフィティ、日常のエンドロール、Star get to there
  - ORBITAL NODEシリーズ
    - 頑張る人、未履修カノジョ、sur-Render、Answerer
- 遥そら『Universe』
  - 空の始まる場所
- 朝木ゆう(Euphony*)
  - あなたとの間にある言葉[25]
- 餅月ひまり
  - ひまりある！[26]

## BGM制作

### PCゲーム（BGM制作）
- RASK
  - Re:LieF ～親愛なるあなたへ～[27]
- プレカノ
  - となりに彼女のいる幸せ 〜Two Farce〜
  - あざやかな彩りの中で、君らしく
  - 見鏡澄香の制服活動
  - となりに彼女のいる幸せ 〜Winter Guest〜
  - ボクと彼女の研修日誌
  - アエリアル・ライフ
  - アママネ
  - ボクと彼女(女医)の診察日誌)
  - となりに彼女のいる幸せ 〜Summer Surprise〜
- あざらしそふと
  - アイカギ 〜アフターデイズ〜
  - アイベヤ
  - アイカギ2
  - アイベヤ2
  - アイカギ3
  - アマナツ[28]
  - アマナツ+[29]
- Qruppo
  - 抜きゲーみたいな島に住んでる貧乳はどうすりゃいいですか?
  - 抜きゲーみたいな島に住んでる貧乳はどうすりゃいいですか? 2
- NextVillage
  - CisLugI -シスラギ-
- 戯画
  - アオナツライン
- TrymenT
  - TrymenT ―今を変えたいと願うあなたへ―
- SAGA PLANETS
  - AMBITIOUS MISSION[30]

### アニメ
- ぬきたし THE ANIMATION[31]